# Municipio de James River Valley
El municipio de James River Valley (en inglés: James River Valley Township) es un municipio ubicado en el condado de Dickey en el estado estadounidense de Dakota del Norte. En el año 2010 tenía una población de 40 habitantes y una densidad poblacional de 0,54 personas por km².

## Geografía
El municipio de James River Valley se encuentra ubicado en las coordenadas 46°14′48″N 98°11′18″O / 46.24667, -98.18833. Según la Oficina del Censo de los Estados Unidos, el municipio tiene una superficie total de 74.07 km², de la cual 74,07 km² corresponden a tierra firme y (0 %) 0 km² es agua.

## Demografía
Según el censo de 2010, había 40 personas residiendo en el municipio de James River Valley. La densidad de población era de 0,54 hab./km². De los 40 habitantes, el municipio de James River Valley estaba compuesto por el 100 % blancos. Del total de la población el 0 % eran hispanos o latinos de cualquier raza.